# 浇底乡
浇底乡，是中华人民共和国山西省临汾市翼城县下辖的一个乡镇级行政单位。2021年5月，撤销浇底乡，整建制并入隆化镇。

## 行政区划
浇底乡下辖以下地区：
浇底村、西村、曹村、油庄村、裴家垣村、翟庄村、沟北村、石村、金古垛村和青城村。